# جفری تولاسن
جفری تولاسن (انگلیسی: Geoffrey Tulasne؛ زادهٔ ۲۴ فوریهٔ ۱۹۸۸) بازیکن فوتبال اهل فرانسه است.
از باشگاه‌هایی که در آن بازی کرده‌است می‌توان به باشگاه فوتبال ستاره سرخ و باشگاه فوتبال سوشو اشاره کرد.
وی همچنین در تیم ملی فوتبال زیر ۲۱ سال فرانسه بازی کرده‌است.